# Zaglyptus divaricatus
Zaglyptus divaricatus är en stekelart som beskrevs av Baltazar 1961. Zaglyptus divaricatus ingår i släktet Zaglyptus och familjen brokparasitsteklar. Utöver nominatformen finns också underarten Z. d. basilanicus.